# سينكليتيكا السكندرية
سينكليتيكا السكندرية (بالإنجليزية: Syncletica of Alexandria)‏‏ (القرن 3 في الإسكندرية - القرن 4 ) متدينة من مصر.